# Jean-Louis Imlin (1694-1764)
Pour les articles homonymes, voir Jean-Louis Imlin.
Jean-Louis Imlin (ou Jean Louis II Imlin), né le 16 juillet 1694 à Strasbourg et mort le 29 juillet 1764 à Dorlisheim, est un orfèvre actif à Strasbourg au XVIIIe siècle.

## Biographie

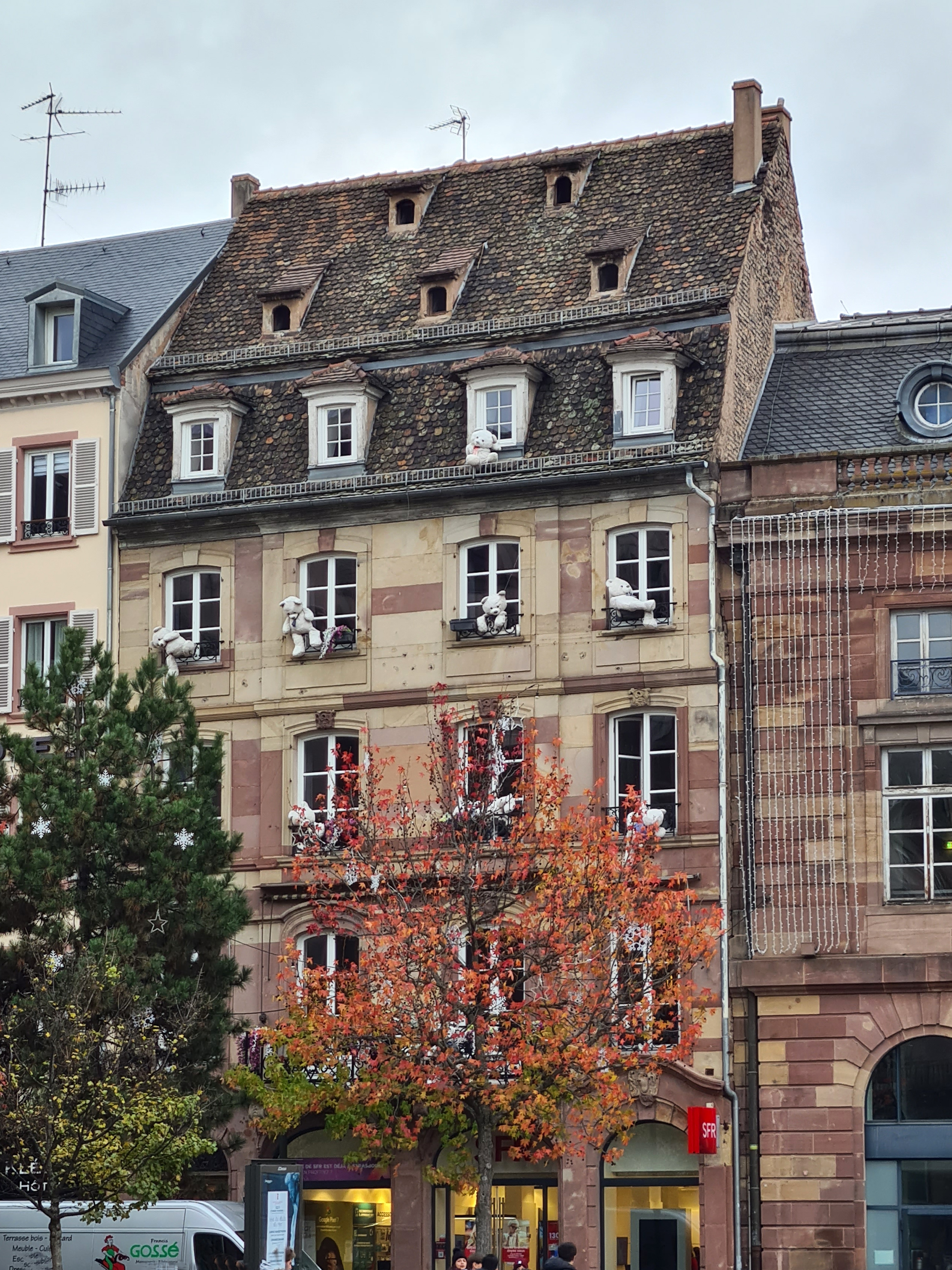
Maison construite en 1748 pour Jean-Louis Imlin (auj. 30, place Kléber.

Issu d'une dynastie d'orfèvres protestants luthériens strasbourgeois, il est le fils de Jean-Louis Imlin (1663-1720) et le père de Jean-Louis Imlin (1722-1768) et de Georges Frédéric Imlin.
Reçu maître en 1720, il est le fournisseur du cardinal Armand-Gaston-Maximilien de Rohan, ainsi que des cours de Hesse-Darmstadt et de Deux-Ponts.
Jean Charles Widder, le fils de l'orfèvre Michael Widder,  effectue son apprentissage chez lui de 1720 à 1726. Jean Louis Straus (maître en 1737) se forme également auprès de lui.
En 1748-1749 le prospère orfèvre fait construire un édifice bourgeois entièrement en pierres de taille, doté d'une haute et étroite façade de quatre travées et dont Roland Recht souligne plusieurs similitudes avec l'hôtel de Klinglin, érigé en 1731-1739 par Joseph Massol.

## Œuvre

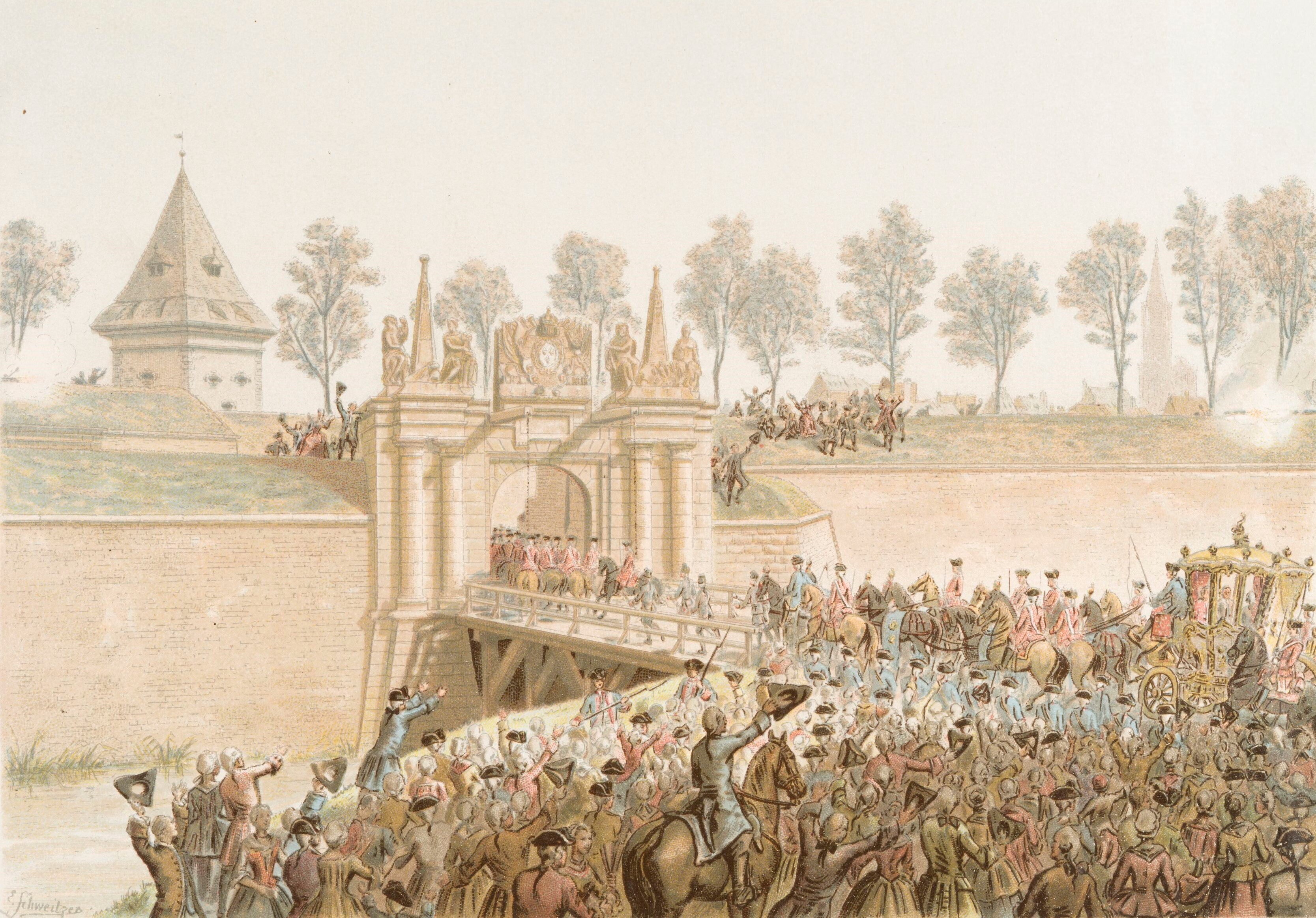
Entrée du roi Louis XV à Strasbourg en 1744 (Émile Schweitzer).

L'une de ses premières réalisations est un exemplaire des trois clefs de la ville de Strasbourg qui furent remises à Louis XV lors de son entrée à Strasbourg en 1744. Elles sont en bronze doré orné d'une couronne royale et de l'écusson de la ville.

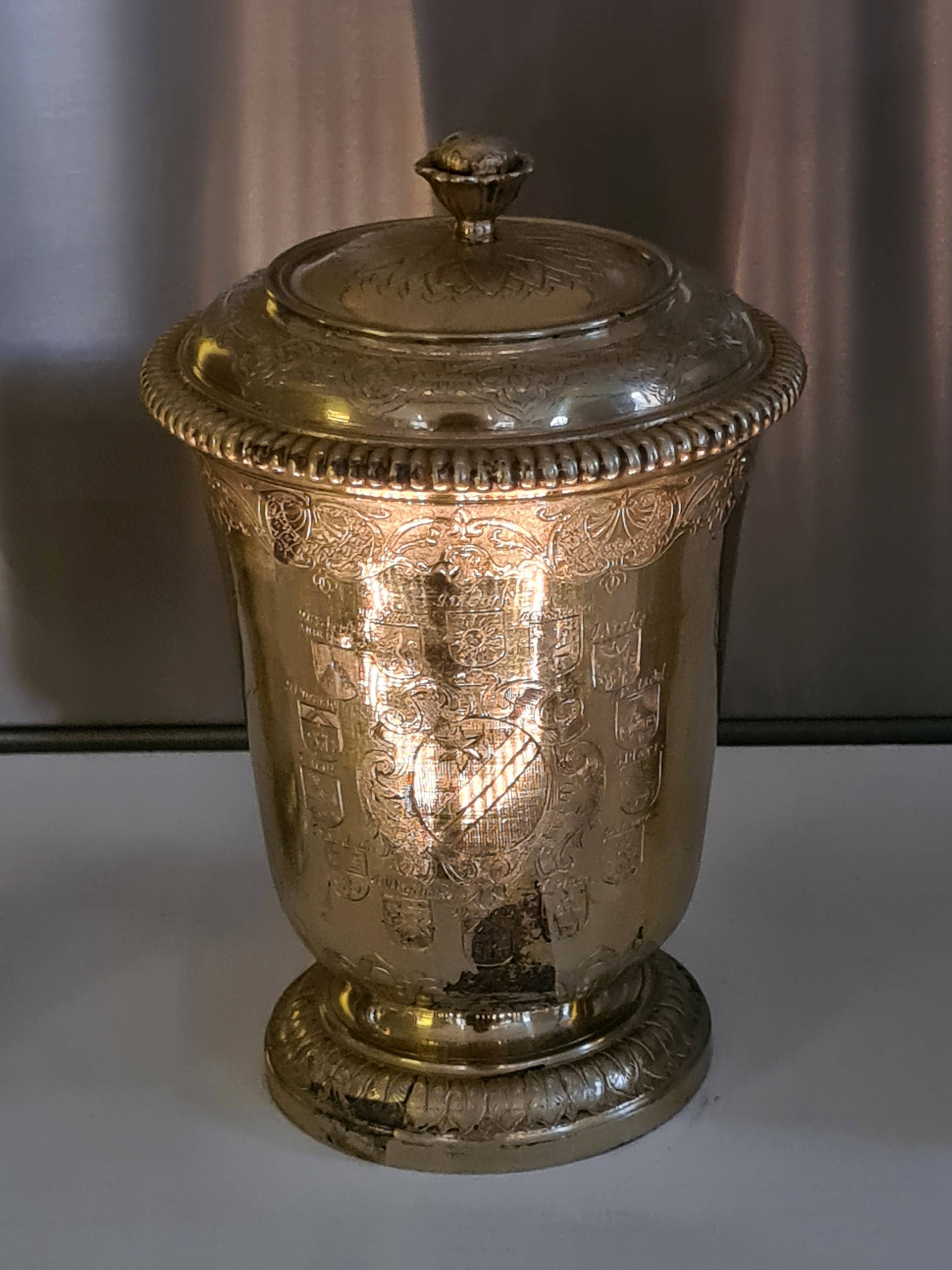
Gobelet à couvercle (1731)
Musée des Arts décoratifs de Strasbourg.

Le musée des arts décoratifs de Strasbourg conserve une autre pièce liée à l'histoire locale, un gobelet à couvercle en argent doré, de forme tulipe, orné d'une frise de lambrequins. La corporation des drapiers l'offrit à Jean Dietrich (1651-1740) et Marie Barbe Kniebs (1665-1747) à l'occasion de leurs noces d'or célébrées le 15 décembre 1731. Leurs armes d'alliance sont gravées sur la frise.
Jean Louis Imlin a exécuté en outre quatre gobelets ovales de forme tulipe à côtes pincées, ainsi qu'un grand miroir de vermeil de forme contournée, repoussé et ciselé de rocailles, destiné au service de toilette de la princesse de Hesse-Darmstadt.
Il a également œuvré pour l'orfèvrerie religieuse. La paroisse Saint-Jean-de-Saverne abrite un grand calice à base circulaire, moulurée et cisaillée de rocailles,. Un ciboire à nœud piriforme se trouve à l'église Saint-Barthélémy de Schleithal.

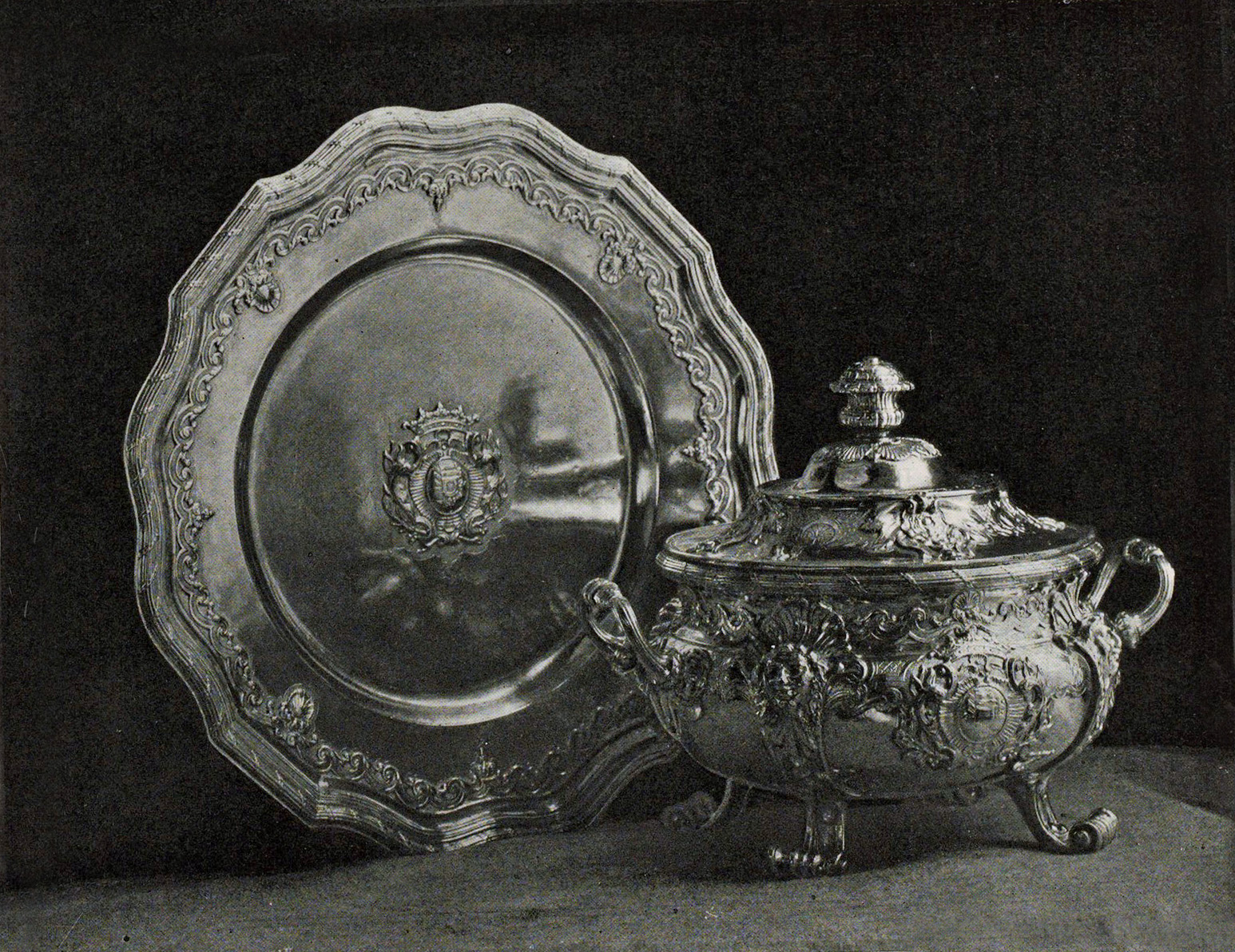
Écuelle et présentoir
Musée régional de la Hesse.

Le musée régional de la Hesse à Darmstadt conserve de lui une écuelle (soupière ?) et une assiette en argent.

## Postérité
La rue Imlin à Strasbourg (Meinau) rappelle la place de la famille Imlin dans la vie artistique de la ville.